# Kim Reynierse
Kimball Peter Reynierse (Aruba, 10 januari 1961) is een voormalig atleet uit Aruba, die zich had toegelegd op de lange afstand en marathon. Hij nam eenmaal deel aan de Olympische Spelen, maar veroverde bij die gelegenheid geen medaille.

## Loopbaan
Reynierse nam als marathonloper voor Aruba deel aan de Olympische Spelen in Barcelona in 1992. Hij eindigde als 53e in een tijd van 2:25.31.
Hij won in 1986 de marathon van Eindhoven en in 1990 de halve marathon van Utrecht.

## Nederlandse kampioenschappen
| Onderdeel | Jaar |
| --------- | ---- |
| 25 km     | 1984 |

## Persoonlijk record
| Onderdeel | Prestatie | Jaar |
| --------- | --------- | ---- |
| marathon  | 2:13.43   | 1989 |